# Massacro di Sahryn

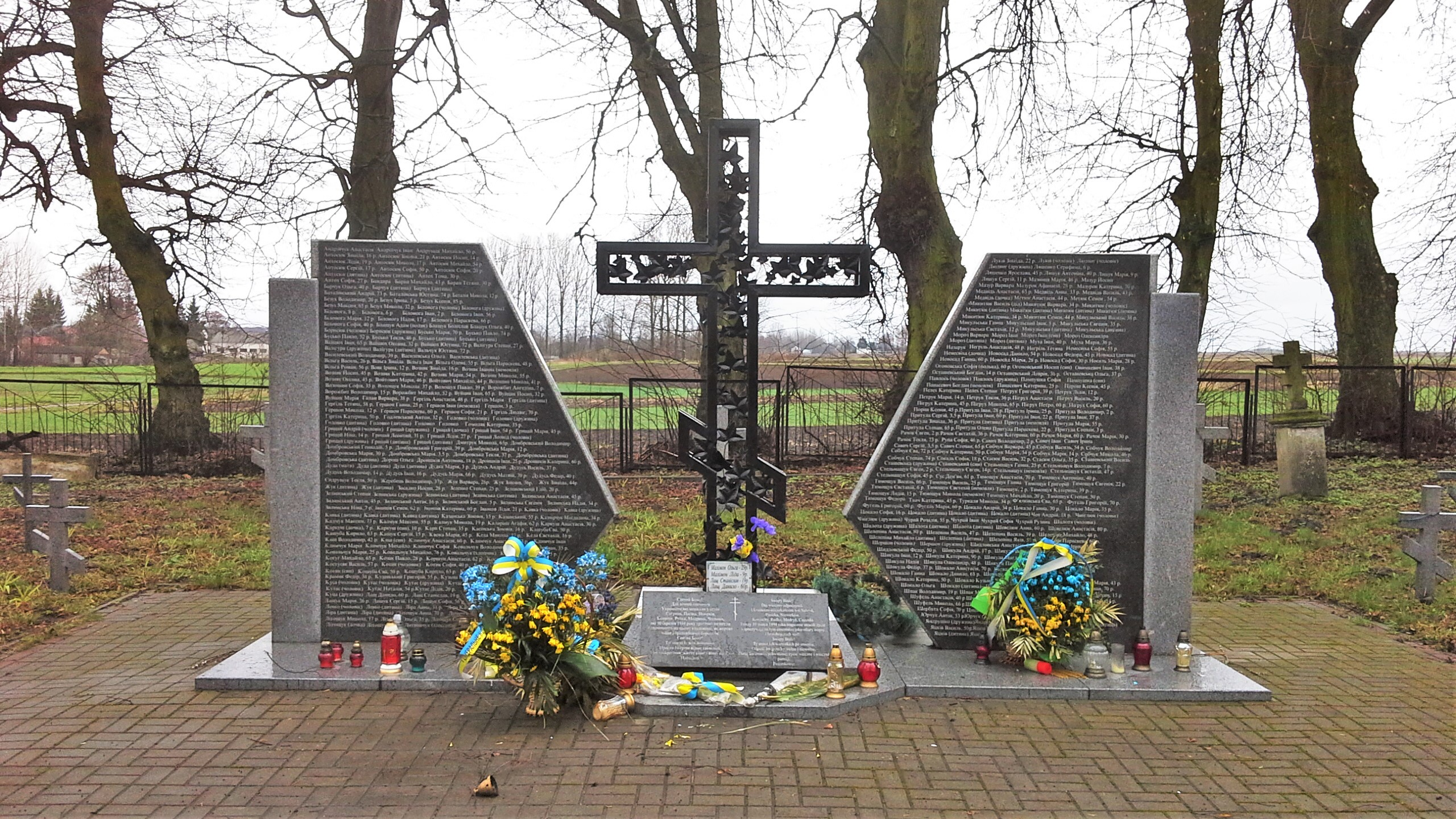
Memoriale alle vittime del massacro

Il massacro di Sahryn è stato un massacro di centinaia di civili ucraini da parte dell'Armia Krajowa, l'esercito che rispondeva al governo in esilio della Polonia, il 10 marzo 1944.

## Storia
Nella primavera del 1944, Sahryń -che attualmente è parte della Polonia, nel distretto di Werbkowice- era uno dei 150 villaggi ucraini (con la sua minoranza polacca prebellica già deportata), che venne bruciato dai miliziani agli ordini del governo in esilio della Polonia, durante il conflitto contro i nazionalisti ucraini dell'Esercito Insurrezionale Ucraino (OUN-UPA), lungo la linea Curzon, che portò a operazioni di pulizia etnica ai danni di ambedue le comunità etniche. Il conflitto "continuò per tutto il giugno 1944, provocando un notevole spargimento di sangue e la distruzione di dozzine di villaggi polacchi e ucraini". Sahryń è stato il luogo della controffensiva dell'Armia Krajowa contro l'UPA, sotto il comando del tenente Zenon Jachymek, dato che le milizie nazionaliste ucraine si trovavano lì stazionate.
All'alba del 10 marzo 1944 l'unità "Divisione Hrubieszow" della Armia Krajowa attaccò il villaggio fortificato. Scoppiò un pesante combattimento e i nazionalisti ucraini si ritirarono. Successivamente, circa 700 abitanti del villaggio vennero uccisi dall'Armia Krajowa per rappresaglia e 260 fattorie furono incendiate. Secondo Igor Hałagida, più di 1.200 civili ucraini furono uccisi in quel giorno dall'Armia Krajowa a Sahryn e nei villaggi circostanti. Tra di loro almeno 606 persone sarebbero state identificate, tra cui 231 donne e 151 bambini.
Dal 10 al 19 marzo 1944, l'Armia Krajowa distrusse 7 villaggi e 26 città ucraine, tra cui Prehoryłe, Miętkie, Szychowice, Terebiń, Strużeneć e Turkowice.

## Controversie
Lo storico polacco Mariusz Zajączkowski ha affermato che il massacro potrebbe essere descritto come un crimine di guerra o forse un crimine contro l'umanità. L'indagine dell'Istituto della memoria nazionale polacco su questo argomento è stata interrotta nel 2010: tale istituto ha negato che siano stati commessi crimini contro civili ucraini a Sahryń. Una richiesta ucraina di riaprire le indagini è stata rifiutata dall'istituto.
Il monumento in memoria delle vittime ucraine dell'Armia Krajowa a Sahryń attende la sua inaugurazione ufficiale. È stato eretto nel 2009, con la speranza che sia il presidente ucraino che quello polacco partecipassero alle cerimonie, ma sono stati scoperti errori di ortografia nei nomi. Il monumento è stato costruito da parte delle istituzioni ucraine, con una partecipazione polacca.